# Plazidus Reich

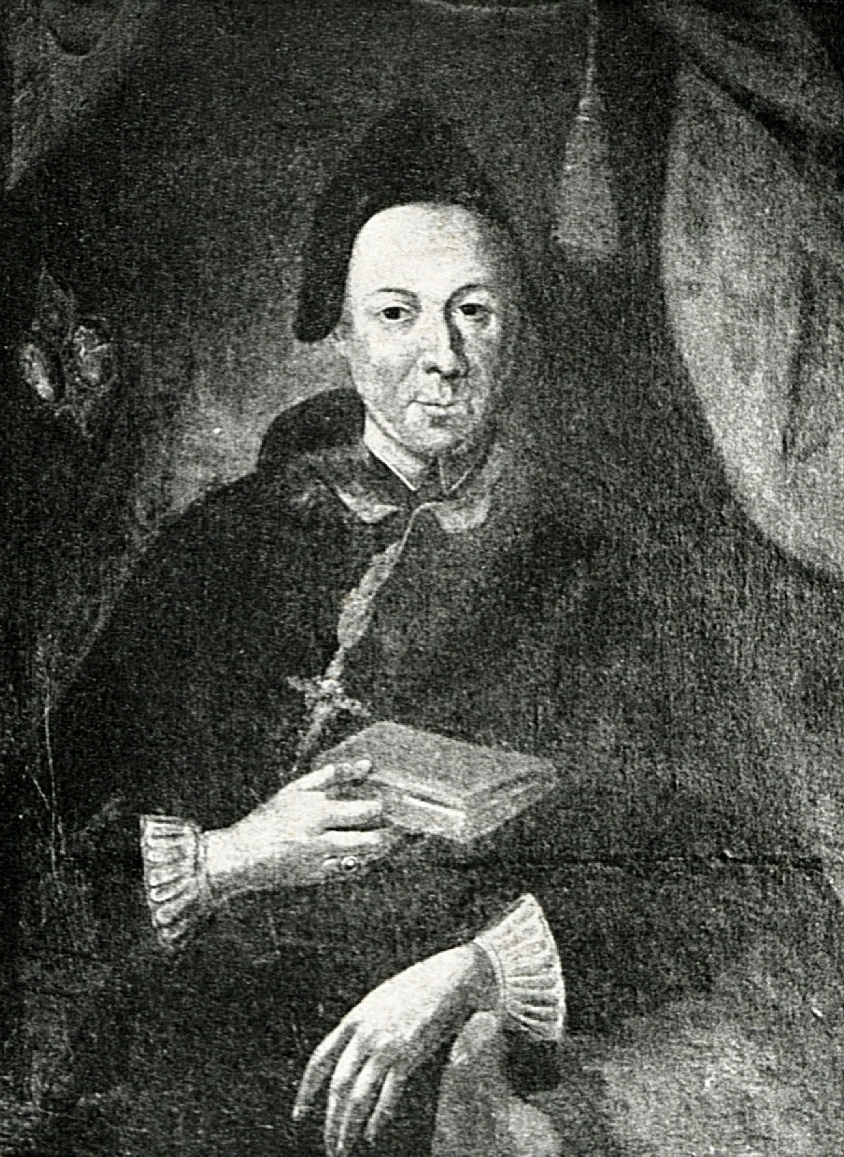
Abt Plazidus Reich

Plazidus Reich (Geburtsname Johann Christoph; * 13. Juli 1695 in Münsterschwarzach; † 10. Dezember 1764) war von 1733 bis zu seiner Resignation 1763 Abt der Benediktinerabtei Neustadt am Main.

## Das Kloster vor Reich
Unter den Vorgängern des Plazidus Reich im Amt des Abtes von Neustadt schwelten die Konflikte der vorherigen Jahrhunderte weiter. Die Abtei bezeichnete sich selbst als Reichskloster, das nur dem König unterstellt war. Die Fürstbischöfe von Würzburg erkannten diese Rechte dagegen nicht an und bestanden auf den Mediatstatus von Neustadt am Main. Diese Schwierigkeiten führten auch dazu, dass sich das Kloster nur langsam von den Zerstörungen des Dreißigjährigen Krieges erholte. Während im Geburtsort des Plazidus das Kloster Münsterschwarzach von den größten Baumeistern ihrer Zeit barockisiert wurde, blieb eine solche Erneuerung in Neustadt zu dieser Zeit aus.
Vorher, von 1615 bis 1623, wurden umfangreiche Umbaumaßnahmen des Neustädter Klosters und der Abteikirche St. Martin und Maria von Bischof Julius Echter angeordnet. Eine hohe Verschuldung des Klosters war die Folge. Abt Martin Knödler war gegen die Baumaßnahmen und wurde vom Bischof Echter abgesetzt.

## Leben
Plazidus Reich wurde am 13. Juli 1695 in der zum Kloster Münsterschwarzach gehörigen Siedlung gleichen Namens geboren. Sein Taufname lautete Johann Christoph. Reichs Eltern waren Müller der Pfletschenmühle (auch Pflätschenmühle) westlich des Klostergeländes. Der Vater Kaspar Reich und die Mutter Anna Maria erkannten früh das Potential des Sohnes und schickten ihn auf eine Lateinschule. Eventuell handelte es sich um die Klosterschule im benachbarten Benediktinerkloster.
Die Schule qualifizierte Reich für den Besuch der Universität. Wahrscheinlich ging der spätere Abt in die nahe Bistumsmetropole Würzburg an die dortige Hochschule. Kurz nach Beginn seines Studiums trat Reich in den Benediktinerorden ein. Am 8. November 1713 wurde er Novize in der Abtei Neustadt am Main. Am 21. November 1714 legte er seine Profess ab und wurde fortan Plazidus genannt. Seine Primiz feierte Reich am 1. Januar 1720. Innerhalb der klösterlichen Hierarchie stieg er in der Folgezeit schnell auf.
Bereits 1722 wurde Plazidus Reich Novizenmeister des Klosters. Am 4. Juni 1723, mit 27 Jahren, wurde Reich zum Prior des Klosters ernannt. Damit hatte er das zweithöchste Amt innerhalb des Konventes inne. Als Prior amtierte Reich fast zehn Jahre. Nach dem Tod des Abtes Kilian Kneuer wählten die Mitbrüder am 19. Mai 1733 Reich, 38-jährig, zum Abt von Neustadt am Main. Am 8. September 1733 erfolgte die Abtsbenediktion im Kloster. Unklar ist, wer die Abtsweihe vornahm.
Unter Abt Plazidus wurde zunächst im Chor der Klosterkirche eine neue Orgel aufgestellt. Außerdem holte der Abt neue Kleidungsstücke für das Ornat in die Abtei. Auf dem Klostergelände ließ Reich außerdem einen Lustgarten im barocken Stil anlegen, der mit einem Springbrunnen und einem See verziert wurde. Hinzu kamen weitere Ergänzungen an den Klosterbauten: Reich ließ einen neuen Bierkeller anlegen, vergrößerte 1738 den Viehstall und ließ eine neue Eis- sowie eine Räucherkammer erbauen. 1743 entstand ein neuer Saal im Abtsgebäude.
Daneben sorgte der Abt für den Rückkauf von dem Kloster entfremdeten Gütern. So gelang es ihm das Zollrecht in Hafenlohr zu erwerben. In Kronungen und in Schwebenried erweiterte Reich die Klostergüter. Im Klosterdorf Neustadt selbst ließ er die Kapelle renovieren und ebenfalls mit einer neuen Orgel ausstatten. Neuanschaffungen wurden auch für die Klosterbibliothek getätigt. Reich förderte auch die Studien in seinem Kloster. So wurde ihm 1741 eine Dissertation gewidmet, die an der Neustadter Kloster-Hochschule entstanden war.
Plazidus Reich bemühte sich auch um den Austausch mit anderen Benediktinerklöstern, allen voran der Abtei seines Heimatortes. So gelangte auf sein Betreiben der Münsterschwarzacher Mönch Ignatius Brendan als Theologieprofessor nach Neustadt. Abt Plazidus legte am 17. Oktober 1763 sein Amt nieder und resignierte mit 68 Jahren auf die Abtei. Plazidus starb als Emeritus am 10. Dezember 1764. Er wurde in der Abteikirche seines Klosters vor dem Altar des heiligen Benedikt beigesetzt.

## Wappen
Das Wappen des Plazidus Reich hat sich auf mehreren Gebäuden im ehemaligen Einflussbereich des Klosters Neustadt am Main erhalten. Unter anderem brachte man das Zeichen des Abtes auf den neu in die Bibliothek aufgenommenen Büchern an. Blasonierung: „Ein mit Blumen gefülltes Horn.“ Die Tingierung ist unklar. Das persönliche Zeichen verweist als redendes Wappen auf den Nachnamen des Abtes. Das Horn ist „reich gefüllt“ mit Blumen.